# Lukeville
Lukeville è una piccola comunità non incorporata al confine tra il Messico e gli Stati Uniti, nella parte meridionale della contea di Pima nell'Arizona, negli Stati Uniti. Lukeville prende il nome da Frank Luke, un pilota della prima guerra mondiale nativo dell'Arizona, insignito della medaglia d'onore postuma.

## Geografia fisica

### Clima
Il centro abitato è situato in una zona che gode di una grande quantità di sole tutto l'anno grazie alla sua aria stabile discendente e all'alta pressione. Secondo la classificazione dei climi di Köppen, Lukeville ha un clima desertico, abbreviato "BWh" sulle mappe climatiche

## Storia
Nella comunità è presente la Lukeville Port of Entry, vicino al confine con la località di Sonoyta, nello stato di Sonora, in Messico. È il capolinea della State Route 85 ed è situata all'interno dell'Organ Pipe Cactus National Monument. Inoltre, sono presenti una fermata per gli autobus diretti a Phoenix e Tucson, oltre a un ufficio postale e un duty-free shop.
La sua popolazione era di circa 35 abitanti al censimento del 2000, 27 (77%) dei quali erano ispanici o latinos.
Nel 2019 è iniziato un progetto per la manutenzione della barriera di separazione tra Stati Uniti e Messico in quest'area.